# Planfilm

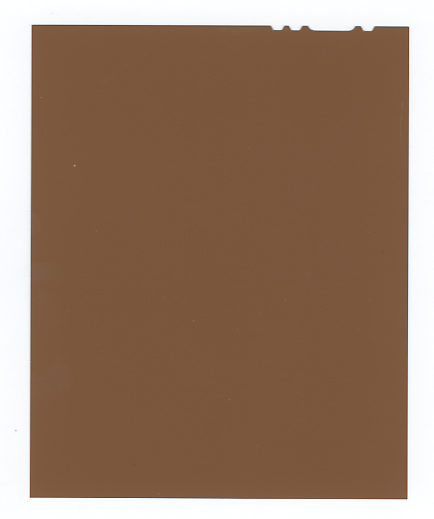
Unentwickelter Planfilm

Planfilm (selten: Blattfilm) ist Film in Blättern, der nicht gerollt wird. Er wird in Großformatkameras (auch Planfilmkameras genannt) sowie in Lochkameras genutzt, in der Regel unter Verwendung einer Planfilmkassette. Die Sofortbildfilme der Firma Polaroid kann man auch in die Kategorie der Planfilme einordnen.

## Verwendung

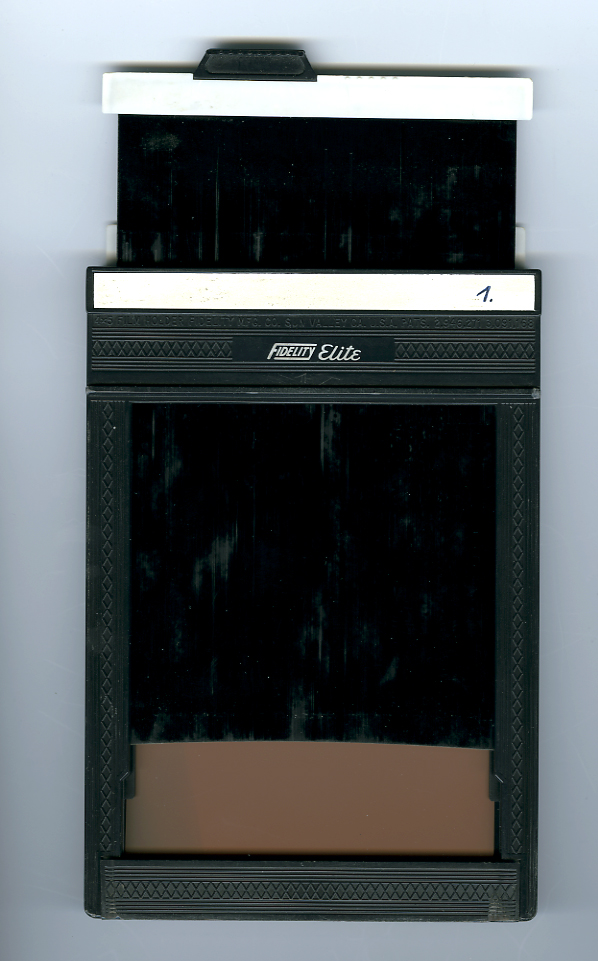
Geöffnete Kassette

Die Arbeit mit Planfilm ist für bestimmte Zwecke verhältnismäßig einfach und kostengünstig. Planfilm wird mehrheitlich für die Werbe-, Food-, Industrie- und Architekturfotografie eingesetzt, wo vielerlei Einstellungsmöglichkeiten und aufwändige Ausleuchtung notwendig sind.
Planfilm wird auch im Fotolabor zum Duplizieren, Reproduzieren, Maskieren und Tontrennen eingesetzt.
Die Schichtseite eines Planfilms wird manchmal durch Kerben in demselben gekennzeichnet. Die Schichtseite zeigt zum Betrachter, wenn er die Kerben oben rechts ertastet (im Hochformat). Der Film ist einzeln verpackt, um ihn vor Lichteinfluss zu schützen, und wird in eine Filmkassette eingelegt. Danach wird diese mit einem Schieber verschlossen. Der Schieber wird erst kurz vor der Belichtung herausgezogen und danach wieder eingeschoben. Jeder Filmtyp hat seine eigene Kombination von Kerben und Zacken, so dass der geübte Fotograf oder Assistent beim Einlegen und Herausnehmen in der Dunkelkammer den Filmtyp erkennen kann.

## Verarbeitung
Planfilm kann im eigenen Fotolabor verarbeitet werden. Voraussetzung sind Schalen oder Entwicklungsdosen entsprechender Größe; statt mit Spiralen müssen die Geräte mit Planfilmhalterungen ausgestattet sein.
Im professionellen Fotolabor werden Planfilme mit speziellen Entwicklungsmaschinen in Tanks verarbeitet, in die die Filme mit einem Rahmen eingehängt werden (Tankentwicklung).

## Geschichte
Die in der Frühzeit der Fotografie genutzten Glasplatten des nassen Kollodiumverfahrens sowie später der Gelatine-Trockenplatte wurden durch das Zelluloid der Brüder Hyatt ersetzt. Erfinder des fotografischen Planfilms war Hannibal Goodwin. Der neuartige Schichtträger war biegsam, bruchfest und leicht. John Carbutt, Philadelphia, hobelte im Juli 1888, wenn nicht schon früher, Planfilme von Zelluloid-Blöcken, die er fotografisch beschichtete. Das Zelluloid ermöglichte auch die Herstellung von Rollfilm. 
Ab den 1920er Jahren setzten sich die Mittelformat- und seit den 1930er Jahren die Kleinbildfotografie durch. Seit der Verbreitung der Digitalfotografie werden für Planfilmkameras Digitalrückteile, etwa von Sinar oder Linhof, angeboten.

## Formate
Planfilm wird in zahlreichen Formaten fabriziert. Die früher sehr weit verbreiteten Maße sind:
- 9 cm × 12 cm
- 13 cm × 18 cm

Heute ist der Markt sehr geschrumpft, die Inch-Maße sind am weitesten verbreitet:
- 6,5 cm × 9 cm
- 4" × 5" (10,16 cm × 12,7 cm)
- 5" × 7" (12,7 cm × 17,78 cm)
- 18 cm × 24 cm
- 8" × 10" (20,32 cm × 25,4 cm)
- 11" × 14" (27,94 cm × 35,56 cm)

Zumeist werden Schachteln mit 10, 25 oder 50 Planfilmen angeboten. Die Schachteln sind dreiteilig und bestehen aus niedrigen Kartons, die ineinander gesteckt werden. Das Filmmaterial selbst ist in einer aufreißbaren Lichtschutzhülle verpackt. Die Filmfolien weisen am Rand Kerben auf (s. Bild oben), die eine Identifizierung des Filmtyps im Dunkeln ermöglichen.
Bei Größen von 9 cm × 12 cm bis 20,32 cm × 25,4 cm (8" × 10") spricht man in der Fotografie von Großformat, darüber von Überformat oder ULF (Ultra Large Format.)